# Marquesado de Argelita
El marquesado de Argelita es un título nobiliario español de carácter hereditario, creado el 23 de febrero de 1885 por real decreto y real despacho del 26 de mayo de 1885 por Alfonso XII a favor de Luis Beltrán Escrivá de Romaní y Dusay, diputado a Cortes.
La denominación del título se refiere al municipio de Argelita en la provincia de Castellón.

## Marqueses de Argelita
|                          | Titular                                       | Periodo                  |
| Creación por Alfonso XII | Creación por Alfonso XII                      | Creación por Alfonso XII |
| ------------------------ | --------------------------------------------- | ------------------------ |
| I                        | Luis Beltrán Escrivá de Romaní y Dusay        | 1885-1899                |
| II                       | Luis Escrivá de Romaní y Fernández de Córdoba | 1900-1938                |
| III                      | Luis Escrivá de Romaní y Luxán                | 1951-1966                |
| IV                       | Manuel Escrivá de Romaní y Luxán              | 1969-1992                |
| V                        | Luis Escrivá de Romaní y Quiñones             | 1994-2025                |
| VI                       | Luis Escrivá de Romaní y Peydro               | 2025-actual titular      |

## Historia de los marqueses de Argelita
- Luis Beltrán Escrivá de Romaní y Dusay (Valencia, 25 de agosto de 1830-Madrid, 4 de noviembre de 1899) I marqués de Argelita y diputado a Cortes por Olot.[2]

Casó con Hipólita Fernández de Córdoba-Alagón y Bernaldo de Quirós (1838-1860), hija de los XIV condes de Sástago, grandes de España. En 1900, sucedió su hijo:
- Luis Escrivá de Romaní y Fernández de Córdoba (Madrid, 11 de abril de 1861-Madrid, 22 de agosto de 1938), II marqués de Argelita.[2][3]

Casó, en Madrid, el 28 de abril de 1892, con Sofía Luxán y Olañeta. En 2 de marzo de 1951, sucedió su hijo:
- Luis Escrivá de Romaní y Luxán (22 de septiembre de 1895-22 de diciembre de 1966)),[3] III marqués de Argelita.[2]

Casó, en Madrid, el 7 de octubre de 1915, con María Emilia de Tovar y Torres, hija de los condes de Tovar de Lemos en Portugal. En 19 de diciembre de 1969, sucedió su hermano:
- Manuel Escrivá de Romaní y Luxán (Madrid, 24 de octubre de 1899[3]-Barcelona, 6 de octubre de 1992), IV marqués de Argelita.[2]

Casó con Blanca de Quiñones. En 25 de mayo de 1994, sucedió su hijo:
- Luis Escrivá de Romaní y Quiñones, V marqués de Argelita.[1]

Le sucedió, por cesión su hijo:
- Luis Escrivá de Romaní y Peydro, VI marqués de Argelita.[4]